# Epinephelus trimaculatus
Epinephelus trimaculatus är en fiskart som först beskrevs av Achille Valenciennes 1828.  Epinephelus trimaculatus ingår i släktet Epinephelus och familjen havsabborrfiskar. IUCN kategoriserar arten globalt som livskraftig. Inga underarter finns listade i Catalogue of Life.